# Porsche 550
El Porsche 550 (también llamado Porsche 550 Spyder, 550 Carrera o 550 RS) es un automóvil deportivo producido por el fabricante alemán Porsche entre 1953 y 1956.

## Características técnicas
El Porsche 550 era un pequeño deportivo biplaza de tracción trasera y de extrema ligereza. No disponía de ningún tipo de techo, de ahí la denominación "Spyder". Por su buena aerodinámica, con una potencia de 110 CV (81 kW) DIN (125 CV (92 kW) SAE) a las 6200 rpm y 121 N·m (89 lb·pie) de par motor máximo a las 5000 rpm, le permitían alcanzar los 220 km/h (137 mph). Su motor bóxer de cuatro cilindros de aspiración natural enfriado por aire contaba con una cilindrada de 1498 cm³ (1,5 L) y estaba alimentado por dos carburadores de doble cuerpo Solex 40 PJJ-4. Tenía una distribución con doble árbol de levas a la cabeza y dos válvulas por cilindro. La caja de cambios era manual con 4 velocidades.
Las relaciones de la transmisión eran:
| 1ª      | 3.182 |
| 2ª      | 1.765 |
| 3ª      | 1.13  |
| 4ª      | 0.815 |
| Reversa | 3.56  |
| Final   | 4.375 |

## Historia

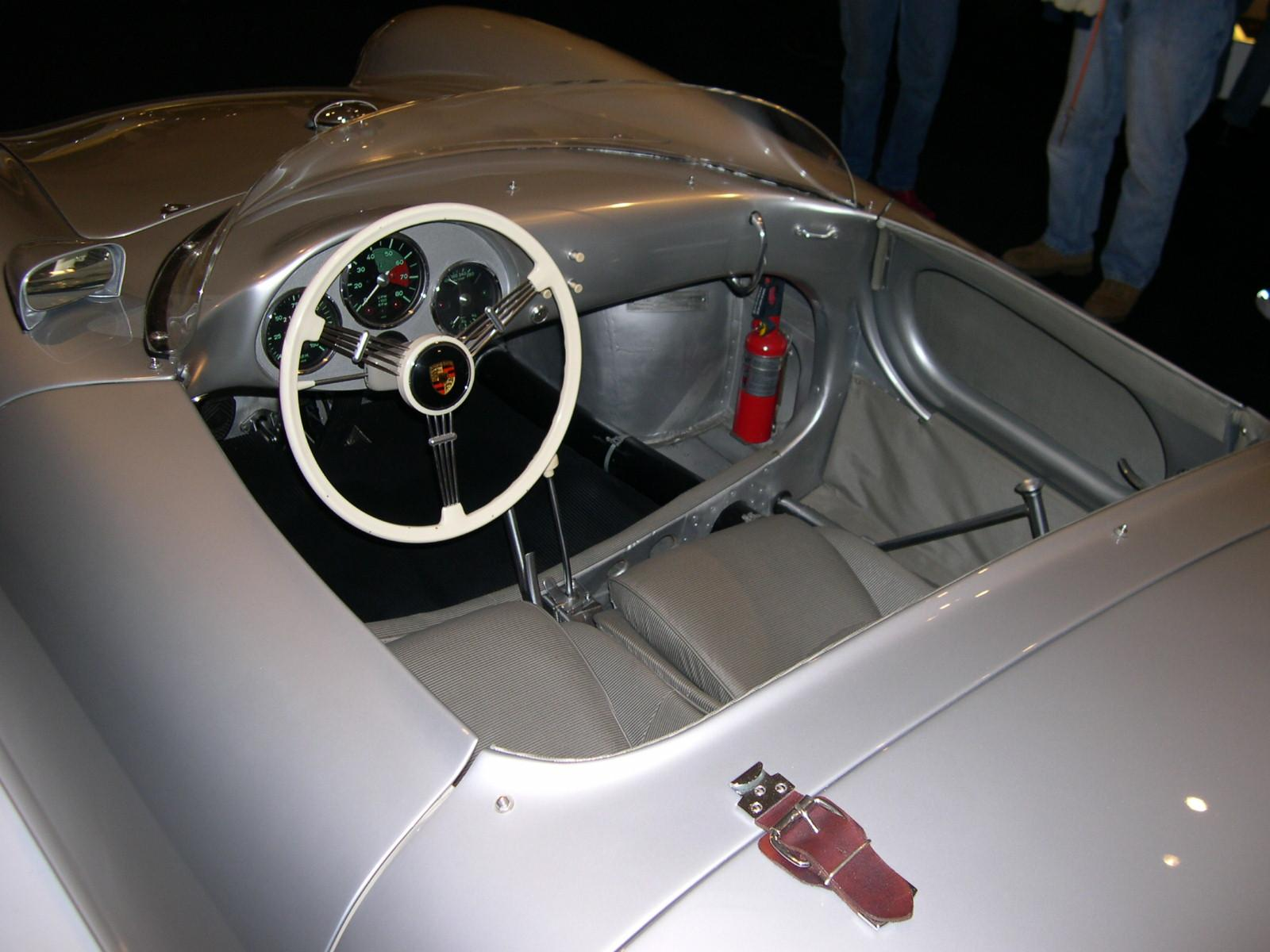
Habitáculo interior

Inspirándose en el pequeño Porsche 356 Speedster, que fue creado y conducido en carrera por Walter Glöckler en 1951, la marca decidió construir el Porsche 550, siendo éste el primer diseño específico de la marca para competición. El Porsche 550 Spyder fue presentado en el Salón del Automóvil de París en 1953. El 550 tiene muy poca altura, a fin de ser eficaz en competición. De hecho, el expiloto de Fórmula 1 alemán Hans Herrmann condujo uno pasando por debajo de las barreras de un paso a nivel durante la Mille Miglia de 1954.[cita requerida] La victoria en la Targa Florio de 1956 fue muy importante para Porsche.
Su sucesor a partir de 1957, el Porsche 718, fue aún más exitoso, logrando puntos en la Fórmula 1 hasta 1963. Conmemorando el 50 aniversario del mítico 550 Spyder se realizó una versión especial del Porsche Boxster S portando el distintivo "550 Spyder", mientras el nombre "Spyder" fue resucitado logrando nuevos éxitos con el RS Spyder Prototipo Le Mans, ganador de múltiples carreras de resistencia, entre ellas las 24 Horas de Le Mans en la categoría LMP2 en 2008.

### Historia en las carreras
Los primeros tres prototipos construidos a mano, vinieron en formato coupé con techo rígido extraíble. El primero (550-03) corrió como un roadster en la carrera de Nürburgring Eifel en mayo de 1953, ganando su primera carrera. Más tarde ese año, los 550 obtuvieron victorias en las 24 Horas de Le Mans y la Carrera Panamericana. La victoria de Carrera Panamericana fue conmemorada con la marca Carrera para Porsches posteriores con opciones de rendimiento. De 1953 a 1957, el equipo de trabajo de Porsche evolucionó y corrió el 550 con un éxito sobresaliente y fue reconocido dondequiera que apareciera. Los coches plateados de Werke fueron pintados con barras de diferentes colores en los guardabarros traseros para ayudar al reconocimiento desde los hoyos. El auto # 41 de "cola roja", particularmente famoso de Hans Herrmann, fue de victoria en victoria. Para un número tan limitado de 90 prototipos y construcciones de clientes, el 550 Spyder siempre estuvo en una posición ganadora, generalmente terminando entre los tres primeros resultados de su clase. Durante su permanencia en el equipo Porsche, fue desafiado solamente dos veces entre los autos más pequeños en las 24 Horas de Le Mans, con un O.S.C.A. de 1.5 litros, terminando por delante, pero descalificado en la carrera de 1954, con un Lotus Eleven de 1.1 litros detrás del 1.5 litros ganador de 550 por una vuelta en la carrera de 1957. La versión de 1956, la 550A con un chasis de bastidor espacial más ligero y rígido, le dio a Porsche su primera victoria general en un importante evento de carreras de deportivos: la Targa Florio de 1956. Durante esta era, Porsche fue el primer fabricante de automóviles en obtener el patrocinio de la carrera, que fue a través de Fletcher Aviation, con quien Porsche estaba trabajando para diseñar un motor de avión ligero y más tarde Telefunken y Castrol.

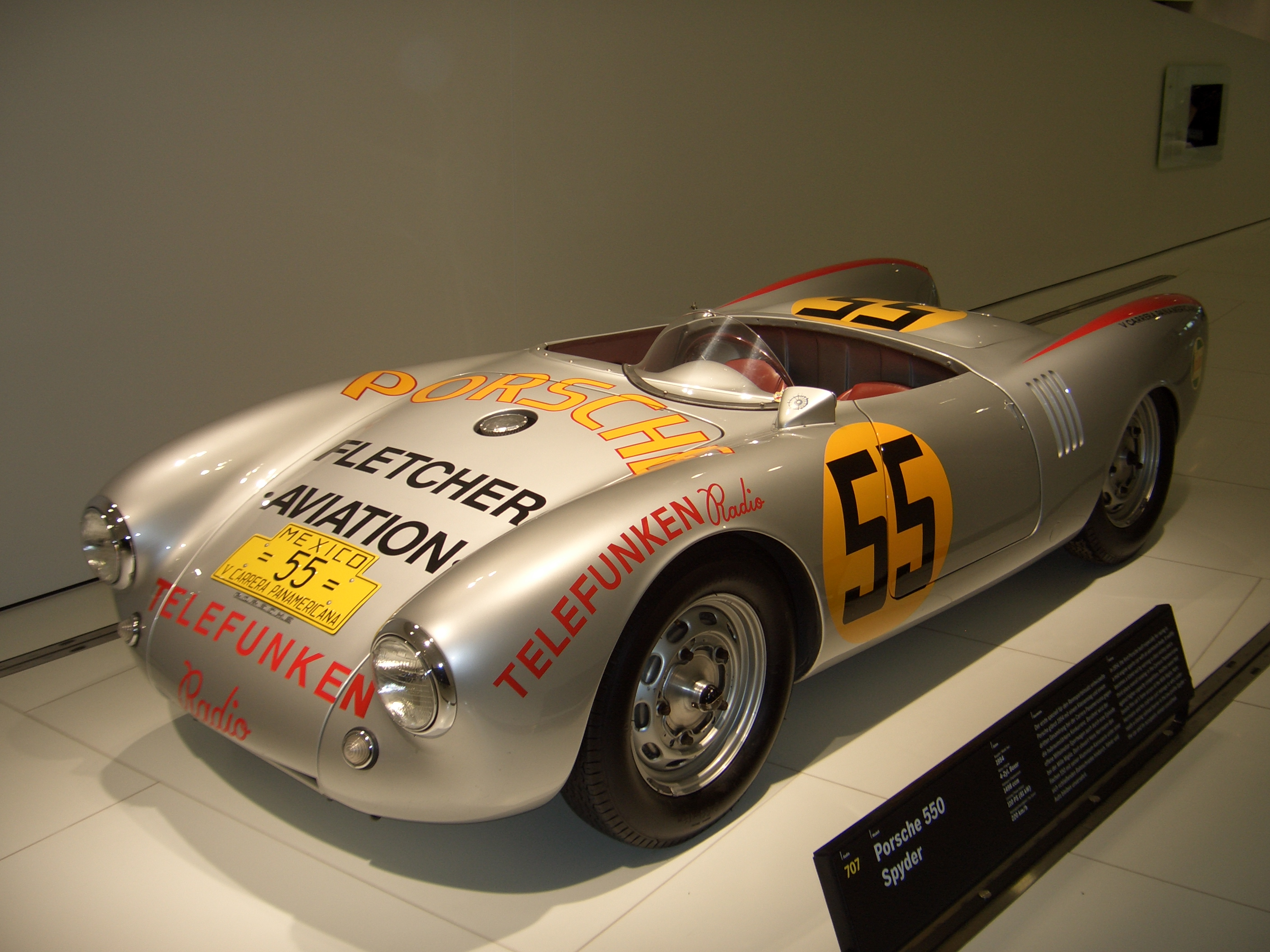
El Porsche 550 del alemán Hans Herrmann primer lugar en la categoría Sport de menos de 1500 c.c., de la Carrera Panamericana de 1954.

El 550 también fue usado por  pilotos privados, que mantuvieron el tipo en competiciones después de que el equipo porsche se trasladó a trabajar con el modelo 718 en 1957. El 550 era un automóvil tanto para carretera como pista y era común que pilotos privados lo condujeran a la pista de carreras, corrieran con el, y luego lo usaran para volver a casa.
A cada Spyder se le asignó un número para la carrera y le colocaron gomas en las puertas delanteras y traseras, para que se vieran desde cualquier ángulo. En los 550 de pilotos privados, un número escrito a mano en bruto garabateado en la pintura de la casa generalmente cumplía el propósito. Los ejemplares con números altos asignados, como el 351, corrieron en la Mille Miglia de 1000 millas (1600 km), donde el número representaba la hora de inicio de las 3.51 a. m. En la mayoría de las ocasiones, los números en cada Spyder cambiarían para cada carrera, lo que hoy ayuda a identificar cada 550 por número de chasis y conductor en fotos en blanco y negro.
Su sucesor a partir de 1957, el Porsche 718, comúnmente conocido como RSK, fue aún más exitoso. Las variaciones de Spyder continuaron hasta principios de la década de 1960, el RS 60 y el RS 61. El Porsche Boxster S 550 Spyder es un moderno automóvil deportivo de motor central que rinde homenaje al 550. El nombre de Spyder resucitó efectivamente con el prototipo RS Spyder Le Mans.

## El Porsche 550 de James Dean
El Porsche 550 también es tristemente conocido como el automóvil en el que murió el popular actor de cine James Dean, el 30 de septiembre de 1955, a los 24 años. 
El actor, protagonista de la película Rebelde sin causa, murió en un accidente cuando conducía su 550 Spyder, al que bautizó como el 'pequeño bastardo', un automóvil que pretendía ser solo una adquisición momentánea hasta que fuese terminado su gran sueño: el Lotus Mk X.

## Réplicas

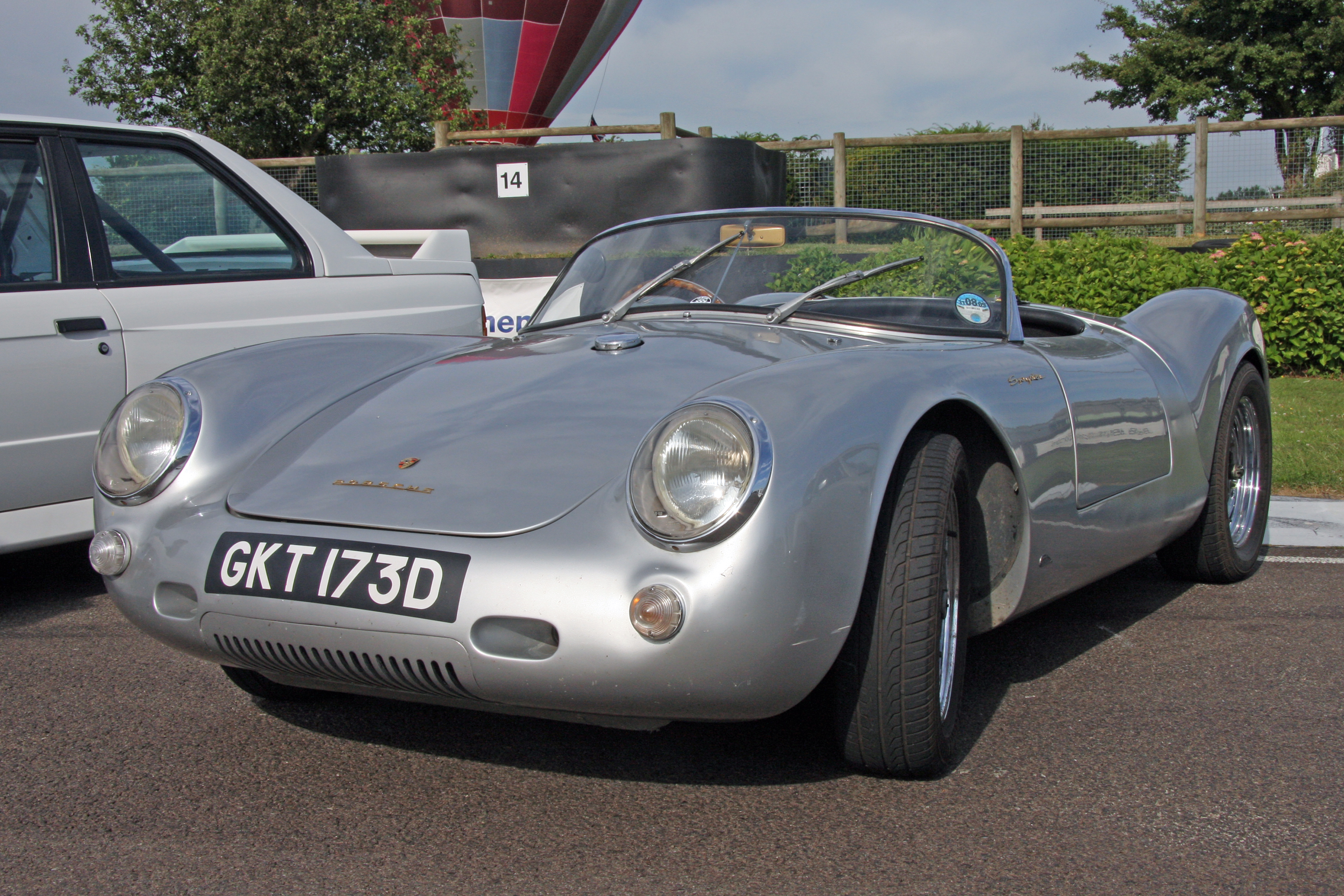
Réplica de un Porsche 550 Spyder.

El Porsche 550 es uno de los automóviles clásicos más frecuentemente reproducidos, junto con el AC Cobra y el Lotus Seven. Muchas compañías lo han reproducido durante los últimos 25 años, algunas de las cuales con réplicas casi exactas. Estas compañías son: HJR KITS CARS de Argentina, Boulder Speedster, Chuck Beck Motorsports, Automotive Legends, Chamonix do Brasil, Thunder Ranch, Vintage Spyders, Autos Clásicos y Deportivos del Ing. Alberto Lenz en México. Fábrica de Autos Deportivos FAD/Lombardo en México. Porsche KitCar México.